# 곡내부
곡내부(穀內部), 또는 곡부(穀部)는 백제의 관서이다.

## 개요
사비 천도 이후 재정된 백제의 내관 12부 중의 하나로, 양곡과 농업관계에 관한 업무를 맡았다.